# 귀소본능

전서구.

귀소본능(歸巢本能, homing instinct)은 친숙하지 않은 장소를 통해 원래의 장소를 향해 되돌아올 수 있는 동물의 태생적 성질이다.

## 자기 방향
수많은 동물들은 자신들의 집을 찾기 위해 지자기에 기반한 자기 방향을 이용한다. 철새와 거북이의 경우 태양 나침반과 같은 다른 수단과 함께 사용하는 것이 보통이다. 이는 해저에 사는 바닷가재, 또 뻐드렁니쥐의 경우처럼 다른 방식을 전혀 이용할 수 없을 때 일반적으로 사용된다.

## 별자리 방향
별을 이용하는 별자리 방향은 귀소에 흔히 사용된다. 이를테면 떠돌이 얼룩무늬영원은 별이 보일 때에만 집으로 돌아갈 수 있다.

## 후각
red-bellied newt 등의 여러 도롱뇽의 귀소에 후각을 사용한다는 증거가 있다. 후각은 연어의 귀소에도 필수적이다.